# Prosopocera viridana
Prosopocera viridana är en skalbaggsart som beskrevs av Stefan von Breuning 1954. Prosopocera viridana ingår i släktet Prosopocera och familjen långhorningar.
Artens utbredningsområde är Gabon. Inga underarter finns listade i Catalogue of Life.